# Chrysogorgia fruticosa
Chrysogorgia fruticosa är en korallart som först beskrevs av Studer 1894.  Chrysogorgia fruticosa ingår i släktet Chrysogorgia och familjen Chrysogorgiidae. Inga underarter finns listade i Catalogue of Life.